# Denkmal (Messe)

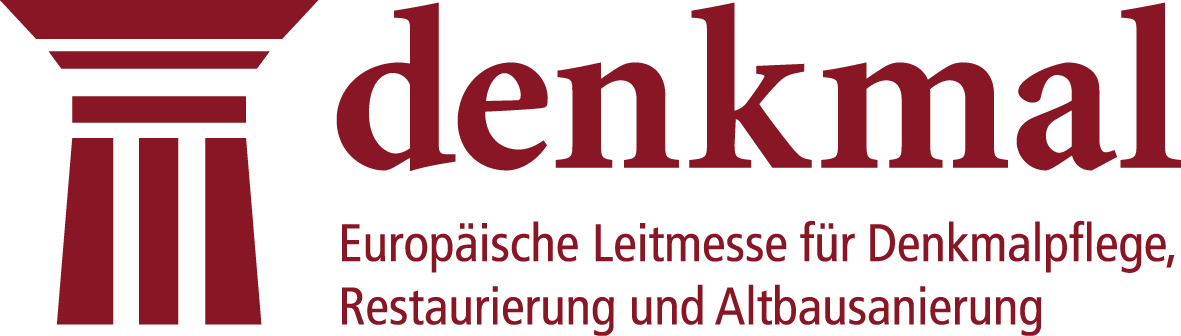
Logo der Leipziger Messe „denkmal“

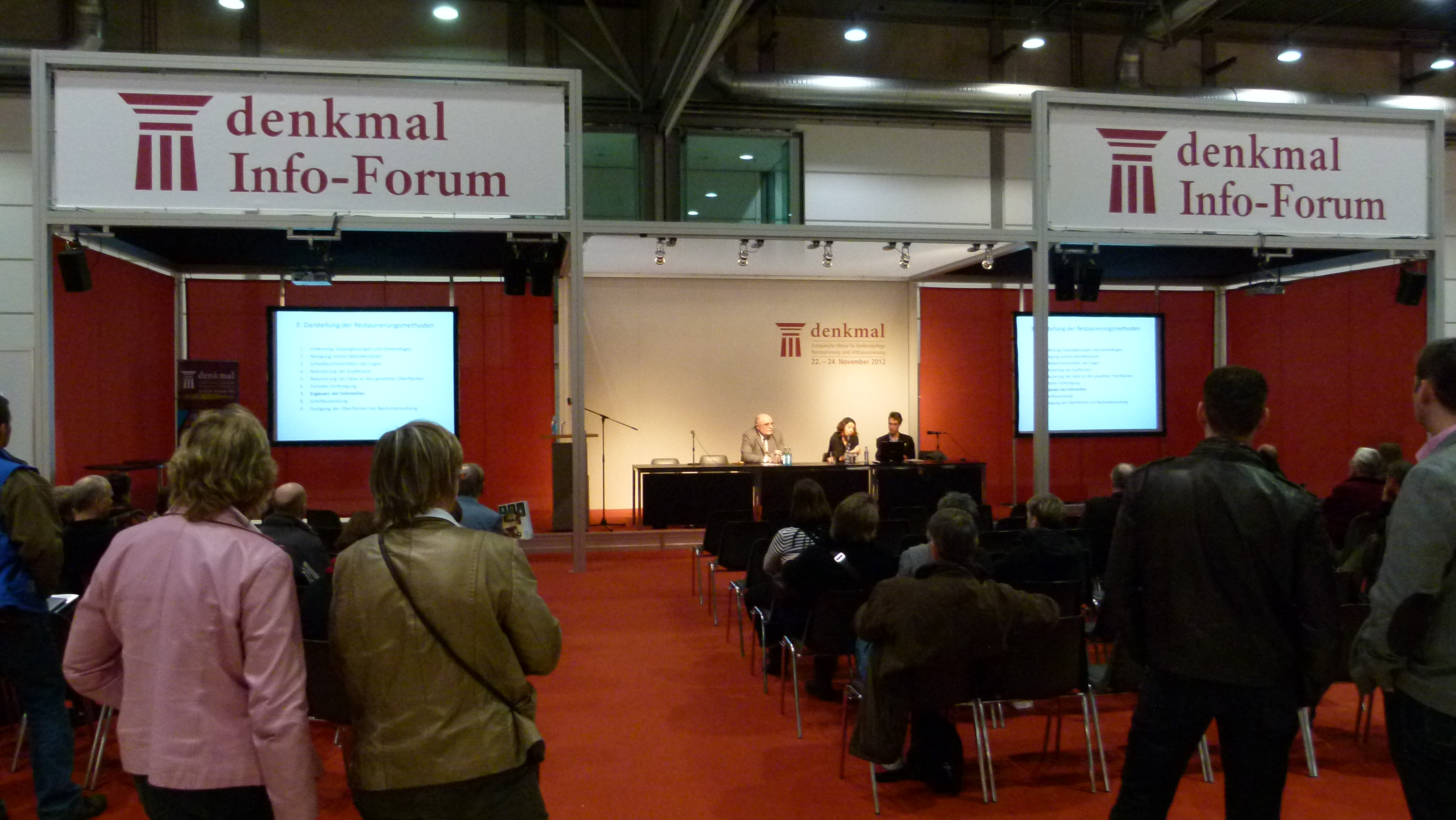
Info-Forum auf der „denkmal“ (2012)

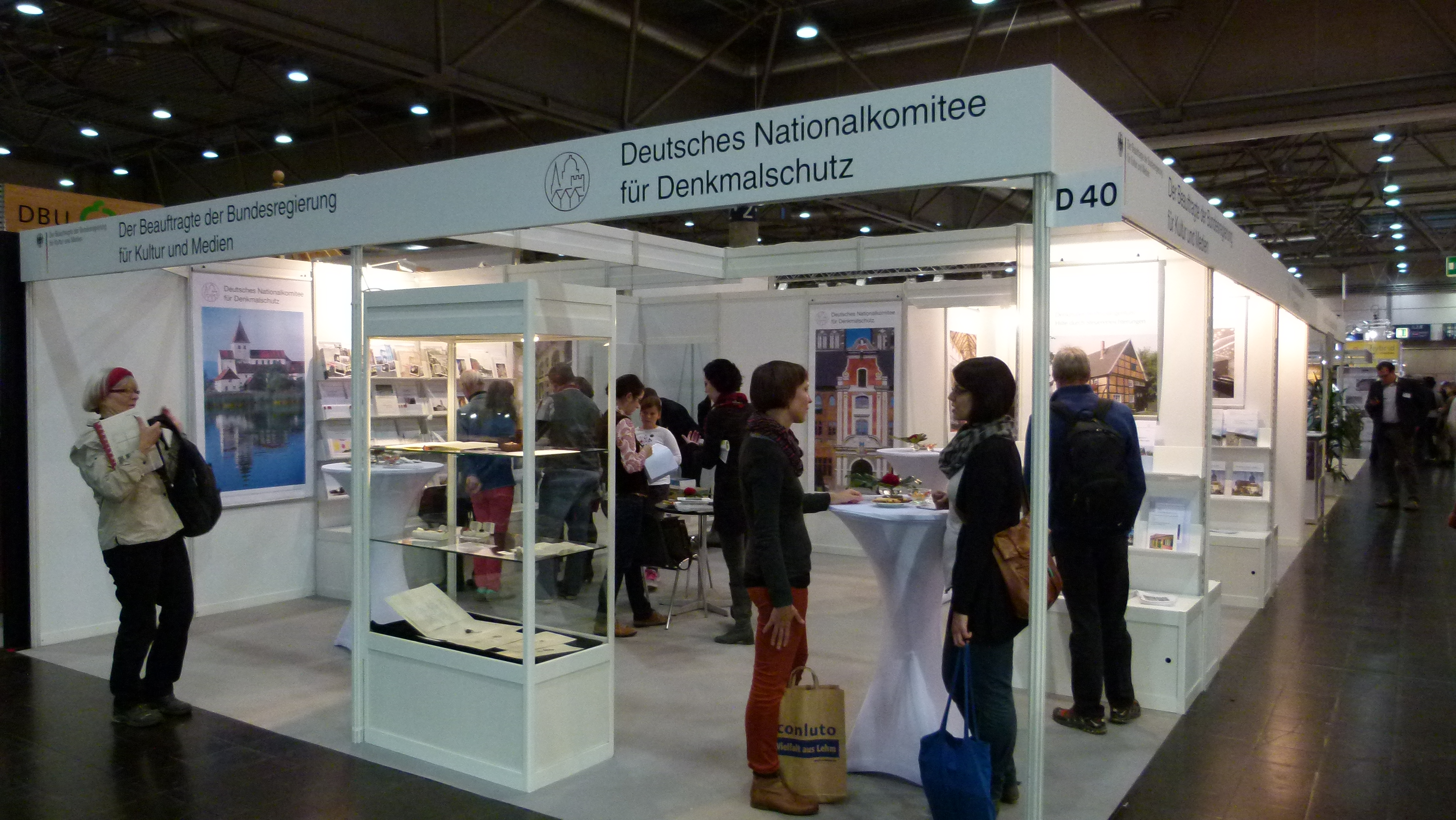
Messe-Stand des Deutschen Nationalkomitees für Denkmalschutz (2012)

Die denkmal ist eine seit 1994 zweijährlich in Leipzig stattfindende Messe.
Die Europäische Leitmesse für Denkmalpflege, Restaurierung und Altbausanierung vereinigt unter ihrem Dach nationale und internationale Experten der Denkmalpflege und viele andere Interessenten. Dazu gehören Archäologen, Restauratoren, Architekten und Planer, Bauingenieure genauso wie Kunsthistoriker, Handwerker, Kommunalpolitiker, Baustoffhersteller, Bauherren, Investoren und Eigentümer historischer Gebäude, Kunst- und Kulturliebhaber.
Die denkmal berücksichtigt die vielfältig miteinander verknüpften Themen Denkmalschutz und -pflege ebenso wie die hiervon untrennbaren Bereiche Restaurierung, Konservierung sowie Stadt- und Dorferneuerung.

## Geschichte
- Die 11. denkmal fand vom 6. bis 8. November 2014 statt unter dem zentralen Fachthema Historische Fassaden – Stuck.Putz.Farbe.
- Die 12. denkmal fand vom 10. bis 12. November 2016 statt.
- Die 13. denkmal fand vom 8. bis 10. November 2018 statt. Sie bildete einen der offiziellen Höhepunkte im Europäischen Kulturerbejahr 2018. Gemeinsam mit der parallel stattfindenden internationalen Museumsfachmesse MUTEC verzeichnete die denkmal eine Rekordbeteiligung von 550 Ausstellern aus 20 Ländern. 14.200 Besucher[1] kamen zur denkmal und MUTEC 2018.
- Die 14. denkmal (geplant vom 5. bis 7. November 2020) wurde aufgrund der Corona-Pandemie abgesagt.
- Die 15. denkmal ist vom 24. bis 26. November 2022 geplant. Parallel findet die Internationale Fachmesse für Museums- und Ausstellungstechnik MUTEC in Leipzig statt.[2]

## Denkmalpflegepreis der Handwerkskammer zu Leipzig
Seit 1995 vergibt die Handwerkskammer zu Leipzig den Denkmalpflegepreis für herausragende und beispielhafte denkmalpflegerische handwerkliche Leistungen. Die feierliche Preisverleihung erfolgt zur „denkmal – Europäische Leitmesse für Denkmalpflege, Restaurierung und Altbausanierung“ in Leipzig. Prämiert wird hohes handwerkliches Niveau mit denkmalpflegerischen Bestleistungen unter Beachtung der denkmalpflegerischen Auflagen des Denkmalschutzes. Der Preiswettbewerb hat das Ziel, die Öffentlichkeit auf das Anliegen und die kulturelle Notwendigkeit der Denkmalpflege aufmerksam zu machen, die Originalsubstanz unwiederbringlicher Baudenkmäler als Zeugnisse einer abgeschlossenen Kulturepoche zu erhalten, um sie im bestmöglichen Erhaltungszustand an die folgende Generation weiterzugeben. Der Denkmalpflegepreis wurde 2022 zum 14. Mal vergeben.

## denkmal Russia – Moscow
Die denkmal Russia – Moscow ist ein Gemeinschaftsprojekt der Leipziger Messe und des Restauratorenverbandes Russlands.
- Die 1. denkmal Moskau fand vom 29. September bis 1. Oktober 2011 statt.
- Die 2. denkmal Moskau fand vom 3. bis 5. Oktober 2013 statt.
- Die 3. denkmal Moskau fand vom 14. bis 16. Oktober 2015 statt.
- Die 4. denkmal Russia – Moscow fand vom 8. bis 10. November 2017 im Gostiny Dvor in Moskau statt.
- Die 5. denkmal Russia – Moscow fand vom 5. bis 7. November 2019 im Gostiny Dvor in Moskau statt.
- Die 6. denkmal Russia – Moscow fand vom 21. bis 23. Oktober 2021 im Gostiny Dvor in Moskau statt.

Aufgrund des Russischen Überfalls auf die Ukraine 2022 sind derzeit keine weiteren Veranstaltungen geplant.

## Heritage Preservation International
Die Heritage Preservation International (ehemals Heritage Preservation China) ist eine chinesische Restaurierungsmesse, die auf dem Konzept der denkmal in Leipzig basiert. Sie wird von der Leipziger Messe und Shanghai Jianwei Cultural Heritage Conservation veranstaltet. Partner der Messe sind die chinesische Denkmalbehörde (SACH), die chinesische Akademie für Denkmalschutz (CACH), das Pekinger Palastmuseum "Verbotene Stadt" und ICOMOS China.
- Die 1. Heritage Preservation China fand 2009 in Xi’an statt.
- Die 2. Heritage Preservation China fand vom 26. bis 28. Oktober 2015 in Jinan statt.
- Die 1. Heritage Preservation International fand vom 10. bis 12. August 2017 in Shanghai statt.
- Die 2. Heritage Preservation International fand vom 31. Oktober bis 2. November 2019 in Shanghai statt.